# Mertensophryne taitana
Mertensophryne taitana és una espècie d'amfibi que viu a la República Democràtica del Congo, Kenya, Malawi, Moçambic, Tanzània i Zàmbia.